# Лекайн, Никандр Сергеевич
Ника́ндр Серге́евич Лека́йн (псевдоним, от марийской формы имени Никандр, Лекай; настоящая фамилия — Ереме́ев, 19 мая [1 июня] 1907, Кучко-Памаш, ныне Моркинский район Марий Эл — 15 февраля 1960, Йошкар-Ола) — марийский писатель, прозаик и журналист, редактор, первый народный писатель Марийской АССР. Классик марийской художественной литературы.

## Биография
Из крестьянской семьи.
Получив 3-классное начальное образование, учился сначала в Моркинской столярной школе, затем окончил Краснококшайскую советскую партийную школу (1927). После её окончания вернулся в деревню, был учителем школ для неграмотных, заведующим избой-читальней в с. Кинер Моркинского кантона.
Принял участие в создании колхоза, стал активным селькором. За очерк «Калинин колхоз» в 1931 году Н. Лекайн был осуждён как «сочувствующий кулакам». Наказание отбывал на строительстве Беломорканала (1932—1935).
По возвращении из заключения — секретарь газеты «Ленин ой» («Заветы Ленина») в Йошкар-Оле.
Участник Великой Отечественной войны, награждён 2 медалями «За отвагу».
Сотрудник газеты «Марий коммуна», журнала «Ончыко», редактор Гостелерадио Марийской АССР.
Скончался после тяжёлой болезни 15 февраля 1960 года. Похоронен на Марковском кладбище Йошкар-Олы.

## Литературная деятельность
Член Союза писателей СССР с 1940 года.
Свою литературную деятельность начал с 1927 года с написания очерков о жизни марийской деревни. Первыми стали рассказы «Настий» (1929) и «Пакет» (1930) на страницах журнала «У вий» («Новая сила»). Затем написал повесть «Кандаш вате» («Восемь жён»).
В 1939—1940 годах в альманахе «Пиалан илыш» («Счастливая жизнь») опубликовал роман «Кӱртньӧ вий» («Железная воля») о событиях времён гражданской войны и НЭПа. В годы войны написал рассказы и роман «Кугу сарын тулыштыжо» («В огне великой войны»).
Следующим крупным произведением писателя явился роман «Кугезе мланде» («Земля предков»), в котором показана борьба марийских крестьян за землю в период столыпинской аграрной реформы и накануне Октябрьской революции.
Н. Лекайн — автор детских произведений, среди них: повесть «Шӧртньӧ падыраш» («Золотая крошка»), сборники рассказов «Ӧрыктарыше лыве» («Удивительная бабочка»), «Эҥыжвондо коклаште» («В малиннике») и другие.
Произведения Н. Лекайна издавались в Йошкар-Оле и Москве на русском языке.
Благодаря марийскому литературоведу В. Исенекову, который изучал творчество Н. Лекайна и знал его лично, в 1987 году вышли в свет избранные произведения писателя в 3 томах.

## Основные произведения
Основные произведения Н. Лекайна:

### На марийском языке
- Калинин колхоз: очерк. Йошкар-Ола, 1931. 72 с.
- Кугу сарын тулыштыжо: роман. Ч. 1, 2. (В огне великой войны). Йошкар-Ола, 1948. 192 с.; Ч. 3. 1948. 254 с.
- Шӧртньӧ падыраш: повесть (Золотая крошка). Йошкар-Ола, 1951. 220 с.; 1980, 216 с.
- Кугезе мланде: роман. Кн. 1 (Земля предков). Йошкар-Ола, 1955. 344 с.
- Ӧрыктарыше лыве: ойлымаш-влак (Удивительная бабочка: рассказы). Йошкар-Ола, 1958. 32 с.
- Мӱндыр уна: очерк-влак (Дальняя гостья: очерки). Йошкар-Ола, 1959. 72 с.
- Кугезе мланде: роман. Кн. 2. (Земля предков). 1960. 260 с.
- Кугу сарын тулыштыжо: роман (В огне великой войны). 1961. 396 с.
- Мондалтдыме ӱмыр: ойлымаш-влак (Незабываемый век: рассказы). Йошкар-Ола, 1963. 168 с.
- Эҥыжвондо коклаште: ойлымаш-влак (В малиннике: рассказы). Йошкар-Ола, 1964. 60 с.
- Вараксим-влак: ойлымаш-влак (Ласточки: рассказы). Йошкар-Ола, 1966. 64 с.
- Кӱртньӧ вий: роман (Железная воля). Йошкар-Ола, 1971. 332 с.
- Куру сарын тулыштыжо: роман (В огне великой войны). 1974. 408 с.
- Кӱсле: легенда // Ончыко. 1977. № 3. С. 105—107.
- Возымыжо кум том дене лукталтеш (Собрание сочинений в 3 т.). Йошкар-Ола, 1987—1988. Т. 1. Проза. 592 с. Т. 2. Проза. 592 с. Т. 3. Проза. 528 с.
- Кандаш вате: повесть // Ончыко. 1996. № 1. С. 71—113.

### В переводе на русский язык
- Пакет; Свадьба в «Дружбе» / пер. на рус. // Родник. М., 1961. С. 89—115.
- Смелая песня: повесть / пер. на рус. П. Забора. Йошкар-Ола, 1961. 72 с.
- Чудесные бабочки: рассказ / пер. на рус. В. Муравьёва. М., 1963. 16 с.
- Земля предков: роман / пер. на рус. В. Муравьёва. М., 1977. 512 с.; 1985, 464 с.

### В переводе на венгерский язык
- Необыкновенная свадьба: рассказ / пер. на венгер. Имре Макайи // Форраш. Будапешт, 1963. С. 145—164.
- Последнее крещение: рассказ / пер. на венгер. Евы Поп // Медвеенок. Будапешт, 1975. С. 753—762.

## Память
- В честь марийского писателя названы улицы в п. Морки и в его родной деревне Кучко-Памаш в Моркинском районе Марий Эл.

## Награды, премии и звания
- Первый народный писатель Марийской АССР (1957)
- Почётная грамота Президиума Верховного Совета Марийской АССР (1954, 1957, 1958)[3]
- 2 медали «За отвагу» (1943)
- Медаль «За трудовую доблесть»